# Arrondissement Lunéville
Arrondissement Lunéville je správní územní jednotka ležící v departementu Meurthe-et-Moselle v regionu Grand Est ve Francii. Člení se dále na tři kantony a 164 obcí.

## Kantony
od roku 2015:
- Baccarat
- Lunéville-1 (část)
- Lunéville-2 (část)

před rokem 2015:
- Arracourt
- Baccarat
- Badonviller
- Bayon
- Blâmont
- Cirey-sur-Vezouze
- Gerbéviller
- Lunéville-Nord
- Lunéville-Sud